# Isoodon auratus
Il bandicoot dorato (Isoodon auratus Ramsay, 1887) è un bandicoot dal naso corto diffuso in Australia settentrionale. Di gran lunga membro più piccolo del suo genere, è grande poco più della metà dei suoi stretti parenti, il bandicoot bruno settentrionale (I. macrourus) e il bandicoot bruno meridionale (I. obesulus).
Attualmente il bandicoot dorato è una specie minacciata. Un tempo diffuso in gran parte dell'Australia nord-occidentale e perfino in una piccola area al confine tra Nuovo Galles del Sud e Australia Meridionale, è ora ristretto alla regione del Kimberley, alle isole di Augustus, Barrow e Middle, al largo dell'Australia Occidentale (I. auratus barrowensis), e all'isola di Marchinbar, nel Territorio del Nord. Oltre che per le dimensioni inferiori, si differenzia dai bandicoot bruni anche per la colorazione dorata.